# Chrysochernes elatus
Genre
Espèce
Chrysochernes elatus, unique représentant du genre Chrysochernes, est une espèce de pseudoscorpions de la famille des Chernetidae.

## Distribution
Cette espèce est endémique du Nouveau-Mexique aux États-Unis. Elle se rencontre vers Mountainair.

## Description
La femelle holotype mesure 2,7 mm et le mâle paratype 2,3 mm.

## Publication originale
- Hoff, 1956 : Pseudoscorpions of the family Chernetidae from New Mexico. American Museum Novitates, no 1800, p. 1-66 (texte intégral).